# Contea di McCormick
La contea di McCormick (in inglese McCormick County) è una contea dello Stato della Carolina del Sud, negli Stati Uniti. La popolazione al censimento del 2000 era di 9 958 abitanti. Il capoluogo di contea è McCormick.

## Geografia
La contea si trova nella parte occidentale dello Stato, al confine con la Georgia. Si tratta della contea più piccola dello Stato per superficie. Il fiume Savannah costituisce il confine ovest. Gran parte della contea è occupata dalla foresta nazionale di Sumter.

### Contee confinanti
- Contea di Abbeville - nord
- Contea di Greenwood - nord-est
- Contea di Edgefield - est
- Contea di Columbia (Georgia) - sud
- Contea di Lincoln (Georgia) - ovest
- Contea di Elbert (Georgia) - nord-ovest

## Storia
L'area era abitata dai nativi Yuchi, che rallentarono l'insediamento degli europei nel XVIII secolo. La contea fu creata nel 1916 e fu chiamata così in onore di Cyrus McCormick, inventore della mietitrice meccanica.

## Comuni

### Towns
- McCormick (capoluogo)
- Parksville
- Plum Branch

### Census-designated places
- Clarks Hill
- Modoc
- Mount Carmel
- Willington